# Lopaphus angusticauda
Lopaphus angusticauda är en insektsart som först beskrevs av Chen, S.C. och J. Xu 2008.  Lopaphus angusticauda ingår i släktet Lopaphus och familjen Diapheromeridae. Inga underarter finns listade i Catalogue of Life.